# ウィルキンソン郡 (ミシシッピ州)
ウィルキンソン郡（ウィルキンソンぐん、英: Wilkinson County）は、アメリカ合衆国ミシシッピ州の南西隅に位置する郡である。2010年国勢調査での人口は9,878人であり、2000年の10,312人から4.2%減少した。郡庁所在地はウッドビル町（人口1,096人）であり、同郡で人口最大の町はセンタービル町（人口1,684人）である。郡名はアメリカ陸軍総司令官を務めたジェイムズ・ウィルキンソンに因んで名付けられた。

## 地理
アメリカ合衆国国勢調査局に拠れば、郡域全面積は687.66平方マイル (1,781.0 km2) であり、このうち陸地676.70平方マイル (1,752.6 km2)、水域は10.95平方マイル (28.4 km2) で水域率は1.59%である。

### 主要高規格道路
- アメリカ国道61号線
- ミシシッピ州道24号線
- ミシシッピ州道33号線

### 隣接する郡
- アダムズ郡 - 北
- フランクリン郡 - 北東
- エイメット郡 - 東
- イーストフェリシアナ郡 (ルイジアナ州) - 南東
- ウェストフェリシアナ郡 (ルイジアナ州) - 南
- コンコルディア郡 (ルイジアナ州) - 西

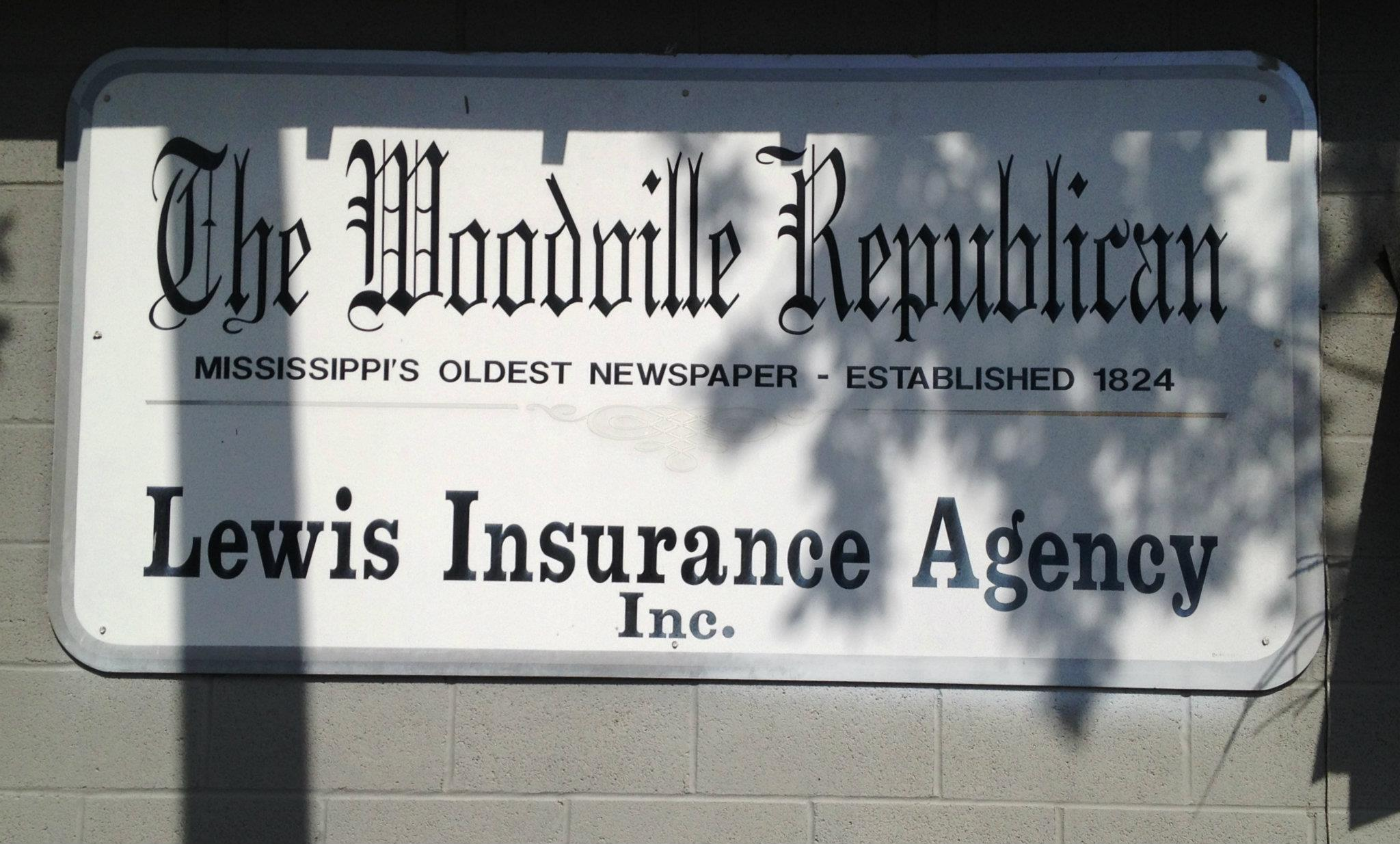
ウィルキンソン郡で発行されている新聞「ウッドビル・レパブリカン」、1823年発刊、州内で最古の新聞であり、最古の継続している事業、この看板はウッドビル町にある新聞社の西壁外にある

### 国立保護地域
- ホモチット国立の森（部分）

## 人口動態
以下は2000年の国勢調査による人口統計データである。
| 基礎データ - 人口: 10,312人 - 世帯数: 3,578 世帯 - 家族数: 2,511 家族 - 人口密度: 6人/km2（15人/mi2） - 住居数: 5,106軒 - 住居密度: 3軒/km2（8軒/mi2） 人種別人口構成 - 白人: 31.22% - アフリカン・アメリカン: 68.21% - ネイティブ・アメリカン: 0.10% - アジア人: 0.03% - その他の人種: 0.07% - 混血: 0.38% - ヒスパニック・ラテン系: 0.44% | 年齢別人口構成 - 18歳未満: 25.8% - 18-24歳: 10.7% - 25-44歳: 29.0% - 45-64歳: 20.6% - 65歳以上: 13.9% - 年齢の中央値: 35歳 - 性比（女性100人あたり男性の人口） - 総人口: 108.0 - 18歳以上: 106.6 世帯と家族（対世帯数） - 18歳未満の子供がいる: 32.9% - 結婚・同居している夫婦: 40.4% - 未婚・離婚・死別女性が世帯主: 24.5% - 非家族世帯: 29.8% - 単身世帯: 27.9% - 65歳以上の老人1人暮らし: 12.0% - 平均構成人数 - 世帯: 2.59人 - 家族: 3.16人 | 収入と家計 - 収入の中央値 - 世帯: 18,929米ドル - 家族: 23,447米ドル - 性別 - 男性: 24,509米ドル - 女性: 16,088米ドル - 人口1人あたり収入: 10,868米ドル（州内で貧しい方の第6位、国内では第52位） - 貧困線以下 - 対人口: 37.7% - 対家族数: 33.1% - 18歳未満: 48.9% - 65歳以上: 33.4% |

## 都市と町

### 町
- センタービル（一部はエイメット郡）
- クロスビー（一部はエイメット郡）
- ウッドビル - 郡庁所在地

### 未編入の町
- ドロロソ
- フォートアダムズ
- ピンクニービル
- ロゼッタ
- ウィルキンソン

## 教育
郡内の公共教育はウィルキンソン郡教育学区が管轄している。